# AMOS 4
AMOS 4 (עמוס 4 en hebreo) es un satélite de comunicaciones israelí lanzado el 31 de agosto de 2013 mediante un cohete Zenit desde el cosmódromo de Baikonur a una órbita geoestacionaria.

## Objetivos
El objetivo de AMOS 4 es proporcionar comunicaciones de voz, imagen, televisión e internet a Israel, la zona de Oriente Medio y Asia Oriental.

## Características
AMOS 4 está estabilizado en los tres ejes y tiene 24 transpondedores direccionables para banda Ku y tres fijos para banda Ka.